# Don't Play That
«Don't Play That» — сингл американських реперів King Von та 21 Savage з другого студійного альбому першого, What It Means to Be King. Видано 4 лютого 2022 р. на лейблах Only the Family та Empire Distribution.

## Опис
King Von уперше показав пісню 7 жовтня 2020 року. Оригінальна версія мала як запрошеного гостя Key Glock. 30 квітня 2021 року вона потрапила до мережі. 
Є першим посмертним синглом Вона й першою колаборацією із 21 Savage. На обкладинку поміщено коштовний ланцюжок O'Block.

## Чартові позиції
| Чарт (2022)                                  | Найвища позиція |
| -------------------------------------------- | --------------- |
| Канада (Canadian Hot 100)                    | 45              |
| Billboard Global 200                         | 59              |
| Нова Зеландія New Zealand Hot Singles (RMNZ) | 14              |
| США (Billboard Hot 100)                      | 40              |
| США (Hot R&B/Hip-Hop Songs) (Billboard)      | 11              |

## Сертифікації
| Регіон                                                      | Сертифікація | Продажі |
| ----------------------------------------------------------- | ------------ | ------- |
| США (RIAA)                                                  | Золотий      | 500 000 |
| продажі+прослуховування, що базуються лише на сертифікаціях |              |         |